# Peter Horton
Peter William Horton (Bellevue, 20 agosto 1953) è un attore, regista, sceneggiatore e produttore televisivo statunitense.

## Biografia
Nato a Bellevue, Washington, il padre ha lavorato nel settore navale, per questo la sua famiglia si spostata molto prima di stabilirsi nel nord della California. Ha studiato pressi la Redwood High School, California e successivamente al Principia College in Illinois. Si è laureato in composizione musicale dell'Università della California, ma ha poi ha scelto di perseguire la carriera di attore.

### Carriera
Debutta nel 1979 partecipando a episodi di serie televisive come La famiglia Bradford, Time Out e Dallas. Successivamente ottiene un ruolo di rilievo nell'adattamento televisivo di Sette spose per sette fratelli. Al cinema è stato protagonista di Grano rosso sangue, tratto dal racconto I figli del grano di Stephen King. Dal 1987 al 1991 ha interpretato il ruolo di Gary Shepherd nella serie televisiva In famiglia e con gli amici, di cui ha diretto anche alcuni episodi. Nel periodo in cui ha lavorato in In famiglia e con gli amici è stato inserito dalla rivista People nella classifica delle "50 persone più belle al mondo".
Nel 1997 è tra i protagonisti del film TV Terrore sull'Everest, tratto da Aria sottile di Jon Krakauer. Negli anni novanta ha recitato in film come Singles - L'amore è un gioco, Il club delle baby sitter, Crimini invisibili ed è stato protagonista e produttore della serie televisiva di breve vita Brimstone. Nel 1995 debutta alla regia cinematografica con Amici per sempre.
Negli anni 2000 si dedica principalmente alla regia e alla produzione televisiva. Ha lavorato come regista e produttore esecutivo per le prime tre stagioni di Grey's Anatomy. Nel 2015 ha creato per la NBC la serie televisiva American Odyssey, cancellata dopo una sola stagione.

### Vita privata
Dal 1981 al 1988 è stato sposato con l'attrice Michelle Pfeiffer. Nel 1995 si è sposato con Nicole Deputron, da cui ha avuto due figli; Lily (1999) e Ruby (2002).

## Filmografia parziale

### Attore

#### Cinema
- Dissolvenza in nero (Fade to Black), regia di Vernon Zimmerman (1980)
- Punto debole (Split Image), regia di Ted Kotcheff (1982)
- Grano rosso sangue (Children of the Corn), regia di Fritz Kiersch (1984)
- Là dove il fiume è nero (Where the River Runs Black), regia di Christopher Cain (1986)
- I re della spiaggia (Side Out), regia di Peter Israelson (1990)
- Singles - L'amore è un gioco (Singles), regia di Cameron Crowe (1992)
- Il club delle baby sitter (The Baby-Sitters Club), regia di Melanie Mayron (1995)
- Due giorni senza respiro (2 Days in the Valley), regia di John Herzfeld (1996)
- Crimini invisibili (The End of Violence), regia di Wim Wenders (1997)
- T-Rex - Ritorno al cretaceo (T-Rex: Back to the Cretaceous), regia di Brett Leonard (1998)
- Thoughtcrimes - Nella mente del crimine (Thoughtcrimes), regia di Breck Eisner (2003)
- Il lago dei sogni (The Dust Factory), regia di Eric Small (2004)
- Happy Endings, regia di Don Roos (2005)

#### Televisione
- La famiglia Bradford – serie TV, 2 episodio (1979)
- Time Out (The White Shadow) – serie TV, 1 episodio (1979)
- Dallas – serie TV, 2 episodi (1979)
- Sette spose per sette fratelli (Seven Brides for Seven Brothers) – serie TV, 22 episodi (1982-1983)
- In famiglia e con gli amici (Thirtysomething) – serie TV, 85 episodi (1987-1991)
- Un mondo senza sole (Children of the Dark) – film TV (1994)
- Terrore sull'Everest (Into Thin Air: Death on Everest) – film TV (1997)
- Brimstone – serie TV, 13 episodi (1998-1999)
- Geena Davis Show (The Geena Davis Show) – serie TV, 22 episodi (2000-2001)

### Regista

#### Cinema
- Donne amazzoni sulla Luna (Amazon Women on the Moon o Reckless Youth) (1987) - segmento The Unknown Soldier
- Amici per sempre (The Cure) (1995)

#### Televisione
- Blue Jeans (The Wonder Years) – serie TV, 1 episodio (1989)
- In famiglia e con gli amici (Thirtysomething) – serie TV, 6 episodi (1988-1990)
- Ancora una volta (Once and Again) – serie TV, 4 episodi (2000-2001)
- Line of Fire – serie TV, 1 episodio (2003)
- The Shield – serie TV, 3 episodi (2003-2004)
- Grey's Anatomy – serie TV, 7 episodi (2005-2006)
- Dirty Sexy Money – serie TV, 1 episodio (2007)
- Lone Star – serie TV, 1 episodio (2010)
- Deception – serie TV, 1 episodio (2013)
- Ironside – serie TV, 1 episodio (2013)
- American Odyssey – serie TV, 2 episodi (2015)
- Philip K. Dick's Electric Dreams – serie TV, episodio 1x08 (2017)

## Doppiatori italiani
Nelle versioni in italiano delle opere in cui ha recitato, Peter Horton è stato doppiato da:
- Simone Mori in Due giorni senza respiro, Il lago dei sogni
- Massimo Rinaldi in La famiglia Bradford (ep. 3x17)
- Tonino Accolla in La famiglia Bradford (ep. 4x14)
- Oliviero Dinelli in Sette spose per sette fratelli
- Elio Marconato in Le impronte della vita
- Massimo Dapporto in Grano rosso sangue
- Angelo Maggi in In famiglia e con gli amici
- Francesco Prando in Donne amazzoni sulla Luna
- Antonio Sanna in Crimini invisibili
- Vittorio Guerrieri in Geena Davis Show
- Mauro Gravina in Thoughtcrimes - Nella mente del crimine
- Saverio Indrio in CSI: NY